# Blšany
Blšany (deutsch Flöhau bei Podersam) ist eine Stadt mit 999 Einwohnern in Tschechien.

## Geographische Lage
Die Stadt liegt in Westböhmen, 5 km südöstlich von Podbořany (Podersam), in 277 m ü. M. an der Blšanka (Goldbach), einem Zufluss zur Eger.

## Geschichte

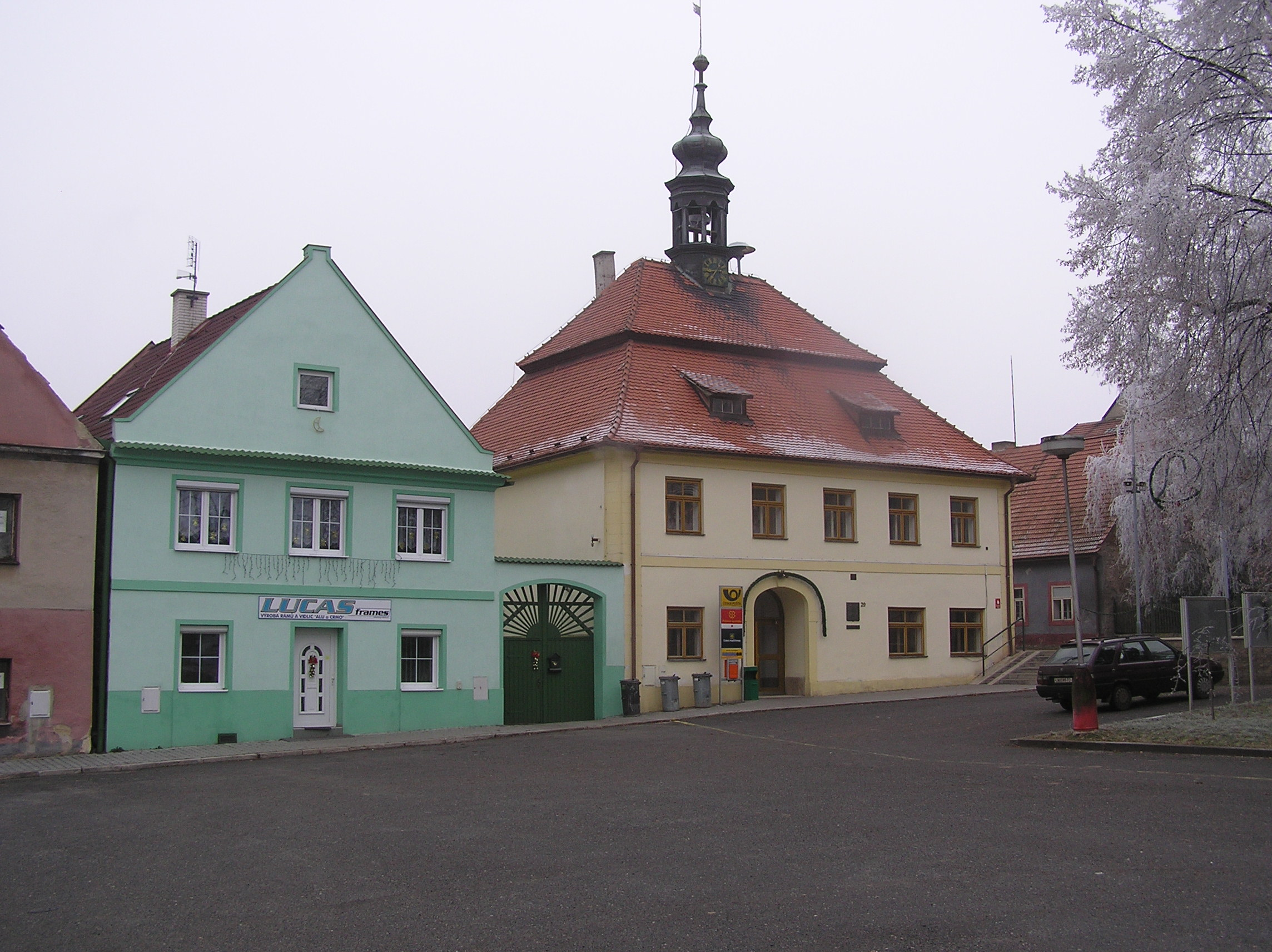
Rathaus am Marktplatz

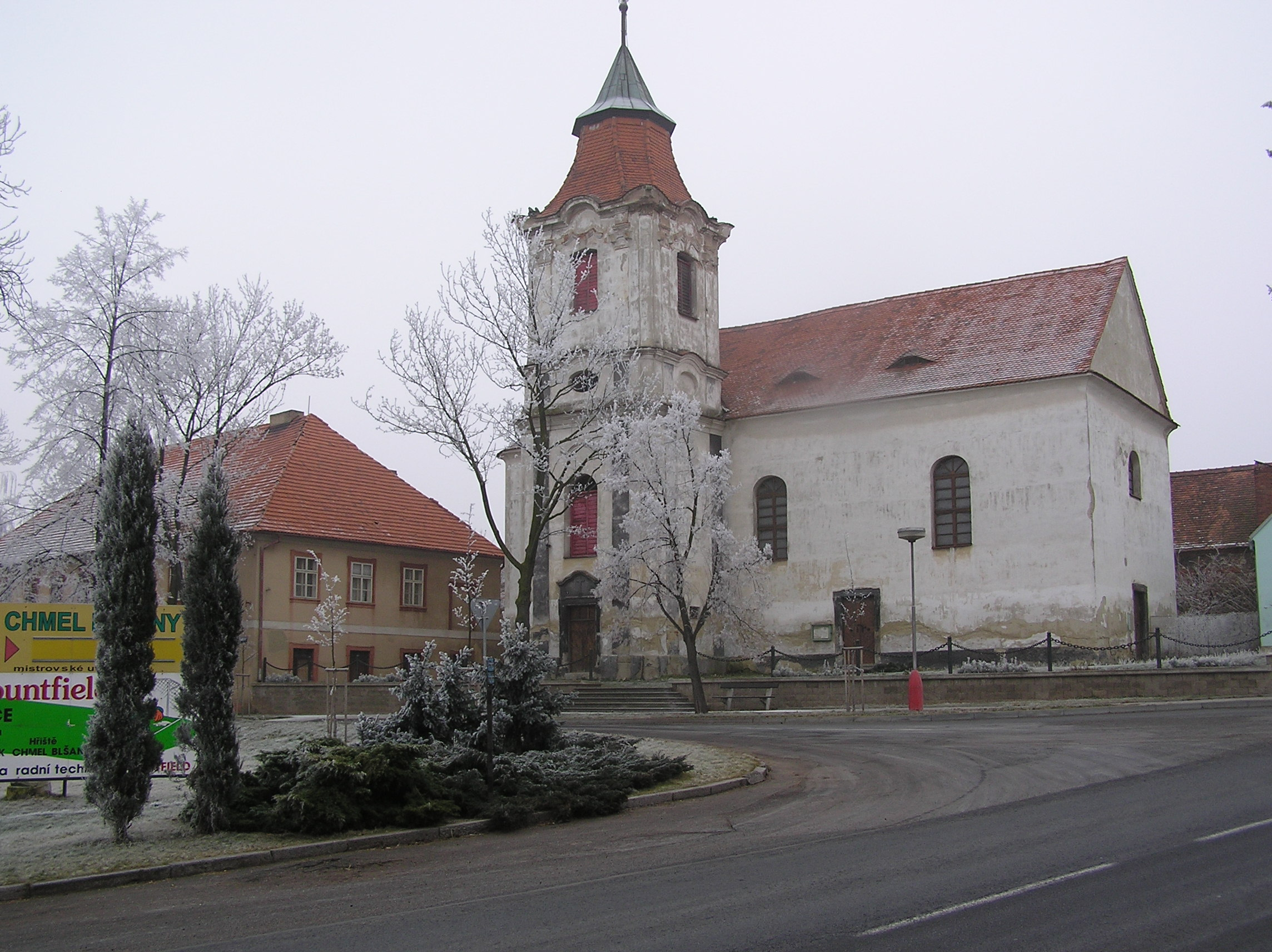
Michaelskirche

Die erste Erwähnung von Blšany stammt aus dem Jahre 1238. Im 14. Jahrhundert erhielt Flöhau Stadtrechte. 1588 erfolgte durch die Grundherren, das Adelsgeschlecht Lobkowicz von Hassenstein die Gründung der Brauerei. In den Jahren 1716 und 1717 wurde die Pfarrkirche erneuert. Am 31. Oktober 1825 wurde die Flöhauer Kirche durch einen Brand zerstört.
Nach dem Münchner Abkommen erfolgte 1938 die Angliederung der Stadt Flöhau an das Deutsche Reich als Teil des Landkreises Podersam, Regierungsbezirk Eger, im Reichsgau Sudetenland.
1939 lebten in der Stadt 734 Menschen, hauptsächlich Deutschböhmen, die nach dem Zweiten Weltkrieg vertrieben wurden.
Nach dem Zweiten Weltkrieg verlor Blšany seine Stadtrechte und erhielt sie im Oktober 2006 zurück. Bekannt wurde die Stadt auch durch den ehemaligen Fußballerstligisten FK Chmel Blšany.

### Demographie
| Jahr | Einwohner | Anmerkungen                  |
| ---- | --------- | ---------------------------- |
| 1785 | 0 k. A.   | 83 Häuser                    |
| 1830 | 0689      | in 114 Häusern               |
| 1843 | 0840      | in 135 Häusern               |
| 1869 | 1020      |                              |
| 1880 | 1121      |                              |
| 1690 | 0994      |                              |
| 1900 | 1014      | deutsche Einwohner           |
| 1910 | 1011      |                              |
| 1921 | 0936      | davon 838 deutsche Einwohner |
| 1930 | 0980      | [ 8 ]                        |
| 1939 | 0794      | [ 8 ]                        |

| Jahr      | 1950 | 1961 | 1970 | 1980 | 1991 | 2001 | 2011 |
| Einwohner | 401  | 501  | 492  | 460  | 400  | 389  | 420  |

## Gemeindegliederung
Die Stadt Blšany besteht aus den Ortsteilen Blšany (Flöhau), Liběšovice (Lischwitz), Malá Černoc (Kleintschernitz), Siřem (Zürau), Soběchleby (Oberklee) und Stachov (Stachl), die zugleich auch Katastralbezirke bilden. Zu Blšany gehört außerdem der Weiler Čárka (Zarch).

## Söhne und Töchter der Stadt
- Johann Nepomuk Grün (1751–1816), katholischer Geistlicher, Pädagoge, Theologe und Rektor der Karls-Universität Prag
- Johann von Waller (1811–1880), Arzt und Hochschullehrer in Prag
- Johann von Sturm (1839–1900), österreichischer Offizier, zuletzt im Rang eines Generalmajors (geboren in Oberklee)
- Rudolf Kummerer (1883–1961), österreichischer Komponist und Kapellmeister
- Helmut Routschek (1934–2016), deutscher Autor, Pseudonym Alexander Kröger.
- Hans Redlbach (1943–1990), deutscher Filmproduzent